# A Rosa Azul de Novalis
A Rosa Azul de Novalis é um filme brasileiro, do gênero documentário de 2018, dirigido e escrito por Rodrigo Carneiro e Gustavo Vinagre. Estrelado por Marcelo Diorio, a obra acompanha um homem de 40 anos, homossexual e HIV positivo, que evoca minuciosamente suas vidas passadas.
A produção estreou no Festival de Brasília, em 18 de setembro de 2018. Em 2019, foi selecionado para a Mostra Fórum do Festival de Berlim e recebeu uma indicação ao Teddy Award de Melhor Documentário. No mesmo ano, foi selecionado para a competição oficial do Festival Cinéma du Réel, em Paris, e foi condecorado com o Prêmio Especial do Júri, no Trófeu APCA.

## Enredo
Marcelo é um dândi na faixa dos seus 40 anos que possui uma memória fora do comum. Ele é capaz de reviver memórias familiares distantes com perfeição e diz recordar de suas vidas passadas detalhadamente: em uma delas, ele foi Novalis, um poeta alemão que perseguia uma rosa azul incessantemente. No entanto, Marcelo ainda não descobriu o que persegue em sua existência atual.

## Prêmios e indicações
| Ano  | Prêmio/Festival                            | Categoria                                 | Resultado |
| ---- | ------------------------------------------ | ----------------------------------------- | --------- |
| 2019 | Festival Internacional de Cinema de Berlim | Teddy Award de Melhor Documentário        | Indicado  |
| 2019 | Festival IndieLisboa                       | Prêmio Silvestre de Melhor Longa-Metragem | Indicado  |
| 2019 | Troféu APCA                                | Prêmio Especial do Júri                   | Venceu    |